# Dorota Dankiewicz
Dorota Dankiewicz (ur. 11 maja 1966) – polska lekkoatletka, specjalizująca się w biegach długich, medalistka mistrzostw Polski.

## Kariera sportowa
Była zawodniczką Startu Lublin.
Na mistrzostwach Polski seniorek zdobyła dwa srebrne medale w 1989 – w maratonie i biegu na 20 km. 
Rekordy życiowe
- 5000 m: 16:58,22 (14.08.1987)
- 10 000 m: 35:00,60 (30.07.1988)
- maraton: 2:40,42 (27.08.1989)